# Charleston (ville de l'Illinois)
Pour les articles homonymes, voir Charleston.
Charleston est une ville des États-Unis, siège du comté de Coles, dans l'État de l'Illinois. 

## Démographie
Selon les données du Bureau de recensement des États-Unis, Charleston était peuplée :
- de 20 398 habitants en 1990 (recensement) ;
- de 21 039 habitants en 2000 (recensement) ;
- de 20 182 habitants en 2006 (estimation).

## Personnalités liées à la ville
- Gregg Toland, directeur de la photographie, y est né le 29 mai 1904.